# Tegaldlimo (plaats)
Tegaldlimo is een bestuurslaag in het regentschap Banyuwangi van de provincie Oost-Java, Indonesië. Tegaldlimo telt 8343 inwoners (volkstelling 2010).